# Asaoka Okisada
Asaoka Okisada oder Kōtei (jap. 朝岡 興禎, * 1800 in Edo; † 27. April 1856 ebenda) war ein japanischer Maler, Kunsthistoriker und Hatamoto der späten Edo-Zeit. Er entstammte der Edo-Linie der Kanō-Schule (木挽町狩野家, Kobikichō Kanō-ke). Bekannt wurde er vor allem als Verfasser des kunsthistorischen Werks Koga Bikō (古画備考).

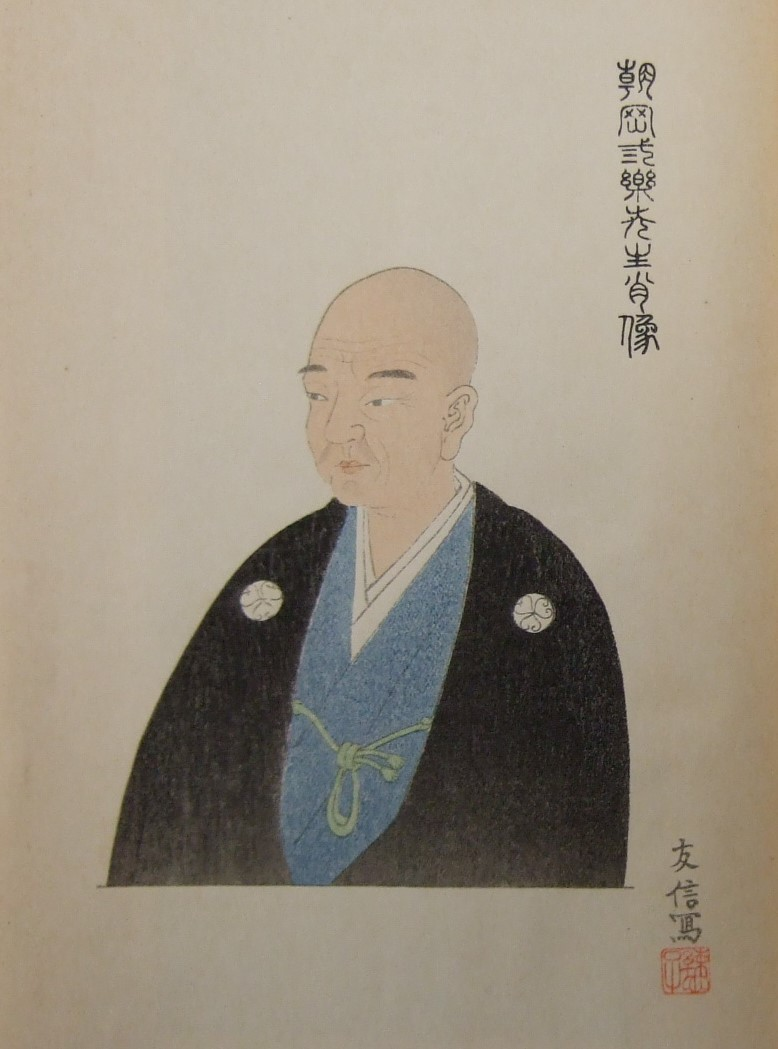
Porträt Asaoka Okisadas, genannt Sanraku nach seiner Tonsur im Jahr 1853, gemalt von Kanō Tomonobu, 1853–1856

## Leben
Asaoka Okisada oder Kōtei wurde 1800 als zweiter Sohn von Kanō Eishin (狩野栄信) im Viertel Kobikichō in Edo (heute: Ginza, Chūō-ku, Tōkyō) geboren. Sein Geburtsname war San'nosuke (三之助), später nannte er sich Sanjurō (三十郎). Er trug verschiedene Künstlernamen, darunter Heishū (平洲) und Sanraku (三楽). Sein offizieller Name lautete zunächst Nobuyoshi (信義).
Im Jahr 1819 begleitete er seinen Vater und seinen Bruder Kanō Yōshin (狩野養信) zur topographischen Untersuchung des Tama-Flusses. Gemeinsam arbeiteten sie an der Serie Edo Meisho Shinkei (江戸名所真景, „Wahrheitsgetreue Ansichten der Sehenswürdigkeiten Edos“). Am 24. Dezember desselben Jahres wurde er von Asaoka Kōbō (朝岡興邦), einem Kommandanten der Shoin-Garde, adoptiert. Nach der formellen Genehmigung durch das Shogunat am 1. September 1820 nahm er den Namen Asaoka Okisada oder Kōtei an.
Im ersten Jahr der Tempō-Periode (1830) wurde er persönlicher Kammerdiener (小納戸, Konando) von Tokugawa Ienari und erhielt am 16. Dezember den Rang eines Beamten in Zivilkleidung (布衣, Hōi). Im Folgejahr wurde er offizieller Zeichner (御絵番掛り, Go-eibangakari) im Dienste des Shogunats.
Nach dem Tod seines Adoptivvaters Asaoka Kōbō am 28. März 1833 übernahm er am 3. Juni das Familienerbe und wurde mit einem Einkommen von 550 Koku im Bezirk Tsuzuki der Provinz Musashi ausgestattet. Sein Wohnhaus in Kobikichō wurde im Februar 1834 durch ein Feuer zerstört, woraufhin er in das Viertel Omote Rokuban-chō (heute Sanban-chō, Chiyoda-ku) umzog.
Nach dem Rücktritt von Tokugawa Ienari im Jahr 1837 zog Asaoka mit in die Residenz des abgedankten Shoguns im Nishi-no-maru (Westpalast). Er arbeitete regelmäßig an Dekorationsaufträgen für den Shōgun und wirkte u. a. an der Ausstattung der Nō-Bühnen und Repräsentationsräume im Edo-Schloss mit. Nach dem Tod von Tokugawa Ienari 1841 trat er in den Dienst von Tokugawa Ieyoshi. Er begleitete diesen 1843 auf einer Pilgerreise nach Nikkō und war später an der Neugestaltung des durch Brand beschädigten Hauptpalastes beteiligt.
1851 trat er zurück und wurde im Folgejahr zum Ruhestand mit einer Pension von 300 Koku entlassen. Er nahm die Tonsur und den Namen Sanraku (三楽) an. Am 27. April 1856 verstarb er in Edo und wurde im Tempel Zenshō-ji (全勝寺) in Yotsuya bestattet. Sein buddhistischer Ehrenname lautete Happōin Yūsui Sanraku Koji (白峰院幽水三楽居士).

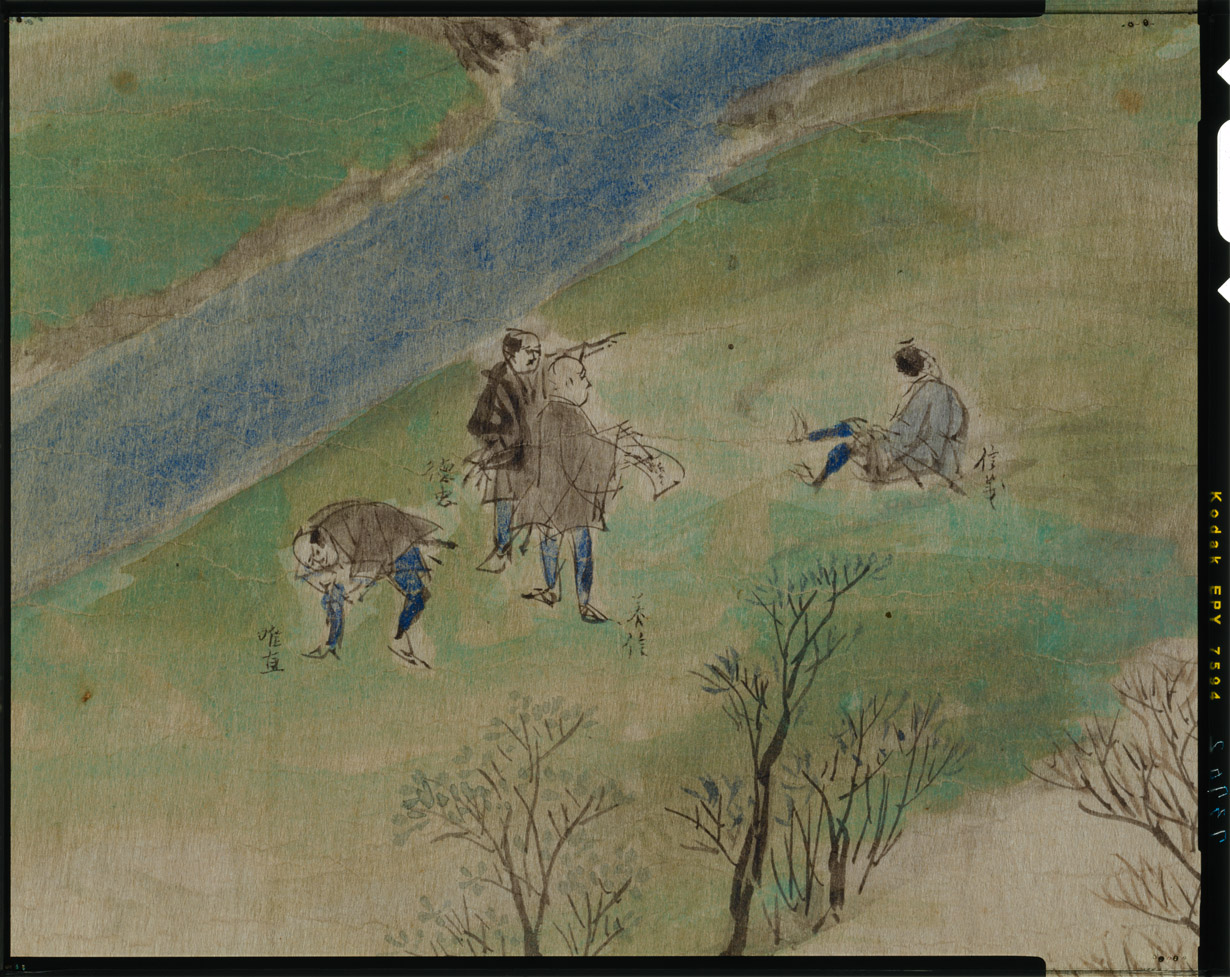
Asaoka Okisada, Wahrheitsgetreue Ansichten der Sehenswürdigkeiten Edos (Ausschnitt, 江戸名所真景), 1819

## Werke (Auswahl)
- Shunjū denen fūzoku zu byōbu (春秋田園風俗図屏風): Sechsteiliger Stellschirm in Farbe auf Papier, Stadt Tōgane / Mizuta-Museum der Jōsai International University, signiert mit Heishū hitsu (平洲筆, „gemalt von Heishū“), ca. 350 × 156 cm je Flügel.[2]
- Edo meisho shinkei (江戸名所真景): „Wahrheitsgetreue Ansichten der Sehenswürdigkeiten Edos“, 1819, Nationalmuseum Tōkyō.[3]
- Kannon-kyō-e (Nachzeichnung, 観音経絵 / 模本), Gemälde in Tusche und Gold auf Papierrolle, 1 Rolle. Kopisten: Asaoka Kōtei (朝岡興禎), Kanō Nakanobu (狩野中信), Kanō Tatsunobu (狩野立信); Original: Kanō seisen’in osanobu (狩野晴川院養信), Bunsei 12 (1829), Nationalmuseum Tōkyō.[4]
- Mono-uri zu (物売図, „Bild eines Straßenverkäufers“), Hängerolle, Bunsei 11 (1828), Nationalmuseum Tōkyō.[5]

## Schriften
- Koga Bikō (古画備考)
- Nagasaki gakei (長崎画系), in: *Nihon garon taikan*, Mittelband (日本画論大観 中巻).

## Familie
- Vater: Kanō Eishin
- Bruder: Kanō Yōshin
- Adoptivvater: Asaoka Kōbō
- Sohn: Asaoka Jūzaburō (朝岡重三郎)